# 四乙酸铅
四乙酸铅，即乙酸铅(IV)，是铅(IV)的乙酸盐，无色柱状结晶，化学式为Pb(C2H3O2)4。四乙酸铅对空气不稳定，遇水易分解为二氧化铅及乙酸，作试剂时常加入乙酸作稳定剂。它通常由四氧化三铅与乙酸在乙酸酐存在下反应制得， 是有机合成中常用的氧化剂。

## 有机合成应用
有机合成中，四乙酸铅可作强氧化剂，提供乙酰氧基的来源以及制备有机铅化合物。一些应用如：
- 苄基位、烯丙位及醚α位C-H键的乙酰氧基化。与二噁烷反应，经由2-乙酰氧基-1,4-二噁烷中间体得到二噁烯；[2] 与α-蒎烯反应得到马鞭烯酮。[3]
- 氧化腙为重氮化合物。与六氟丙酮腙反应得到双(三氟甲基)叠氮甲烷。[4]
- 生成吖丙啶环。N-氨基邻苯二甲酰亚胺与二苯乙烯在四乙酸铅存在下反应可得到吖丙啶的衍生物。[5]
- 替代臭氧化反应，使1,2-二醇氧化断裂为醛或酮。如酒石酸二丁酯反应得到乙醛酸丁酯。[6]
- 与烯烃反应生成γ-内酯。
- 氧化醇时，发生δ-质子转移生成环醚。[7]
- 与臭氧连用，使特定的烯丙基醇氧化断裂生成酮：[8][9]

- 转化苯乙酮为苯乙酸衍生物。[10]